# زاو تاو

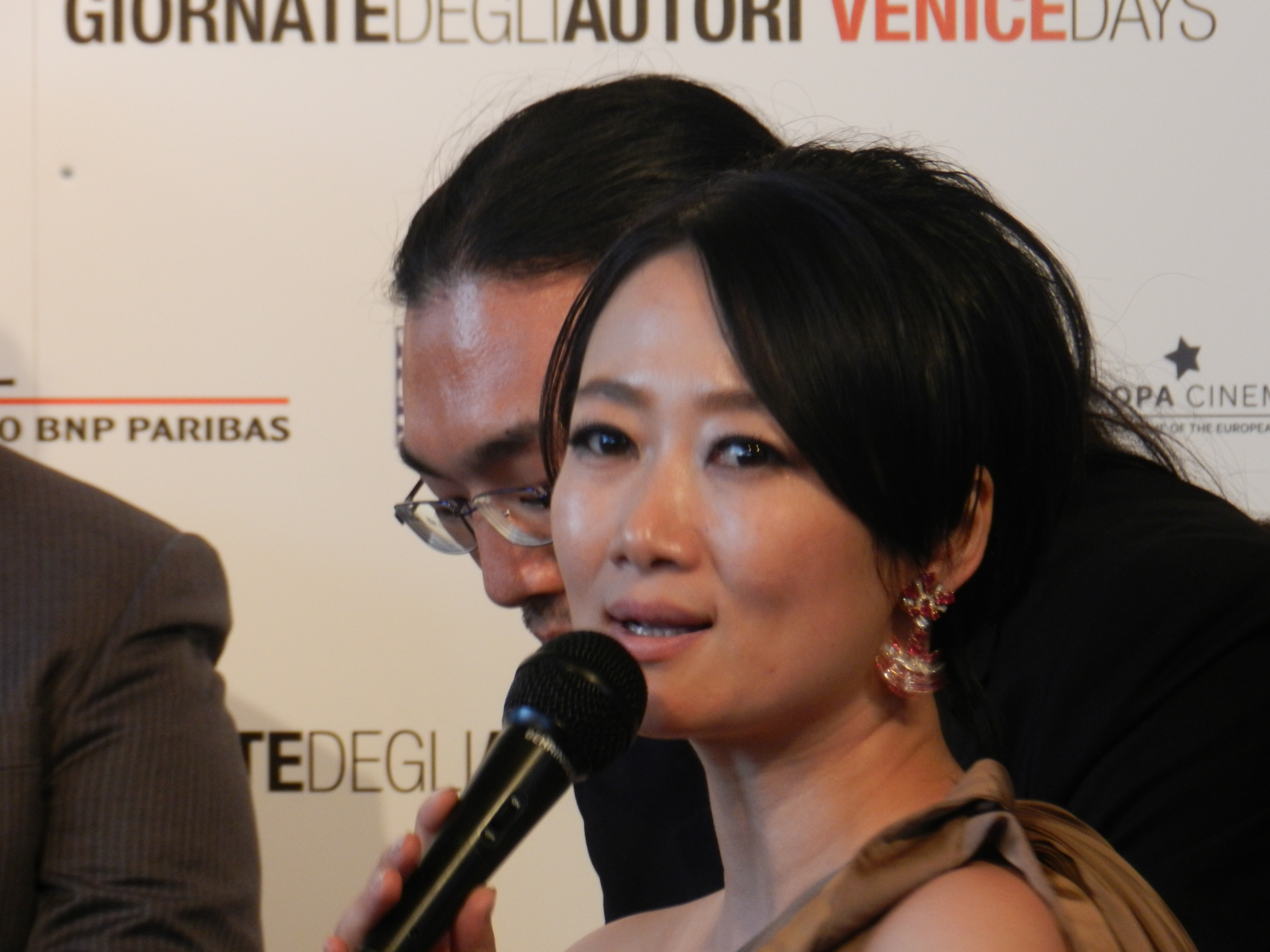
زاو تاو

زاو تاو (بالصينية: 趙濤) ممثلة صينية شاركت في ثمانية من الأفلام التي أخرجها جا جنكي.

## وصلات خارجية
- Conversation with Zhao Tao and Jia Zhangke at Asia Society
- زاو تاو على موقع IMDb (الإنجليزية)
- زاو تاو على موقع قاعدة بيانات الأفلام العربية
- زاو تاو على موقع ألو سيني (الفرنسية)
- زاو تاو على موقع أول موفي (الإنجليزية)
- زاو تاو على موقع قاعدة بيانات الأفلام السويدية (السويدية)
- زاو تاو على موقع قاعدة بيانات الفيلم (الإنجليزية)
- زاو تاو على موقع كينوبويسك (الروسية)
- "Zhao Tao: Step on the Bright Road to Cannes"